# Кудиново (Зарайский район)
Кудиново — деревня в Зарайском районе Московской области, в составе муниципального образования сельское поселение Каринское (до 29 ноября 2006 года входила в состав Авдеевского сельского округа).

## География
Кудиново расположено в 10 км на юг от Зарайска, на малой реке Нахабенка, правом притоке реки Осётр, высота центра деревни над уровнем моря — 157 м.

## Население
| 2002 | 2006 | 2010 |
| ---- | ---- | ---- |
| 9    | ↘6   | ↗9   |

## История
Кудиново впервые в исторических документах упоминаются в XVI веке. В 1790 году в селе насчитывалось 20 дворов и 179 жителей, в 1858 году — 35 дворов и 195 жителей, в 1884 году — 250 жителей, в 1906 году — 32 двора и 185 жителей. В 1929 году был образован колхоз имени 12-го Октября, с 1950 года — в составе колхоза имени Кагановича, с 1961 года — в составе совхоза «Авдеевский».